# 南晶人
南 晶人（みなみ あきと、1985年5月23日 - ）は日本のミュージカル俳優。劇団四季所属。滋賀県彦根市出身。

## 来歴
中学生の時に劇団四季のライオンキングを観て、感動を覚え入団を目指すきっかけとなる。大阪スクールオブミュージック専門学校卒業後。
2006年に劇団四季研究所に入所。
劇団四季入団後は主に2008年のライオンキングアンサルブルなどアンサンブルとして活躍していたが、2009年には春のめざめのハンシェン役、2010年にはエルコスの祈りのジョン役、2011年にははだかの王様のデニム役としてそれぞれデビューを果たす。そして2013年にライオンキングの主役シンバ役に抜擢された。

## 人物・エピソード
関西出身ということもあり、大阪四季劇場のライオンキングではシンバ役を長期にわたり演じ、2015年7月14日にハービス劇団四季ナイターとして甲子園球場にて開催された阪神タイガース対広島東洋カープ戦の始球式をシンバ役として務めた。
2015年7月15日には、日本通算公演10000回となるこの日、終演後の特別カーテンコールでは挨拶役を務めた。

## 主な出演作品
- 春のめざめ（ハンシェン、アンサンブル）
- ライオンキング（シンバ、アンサンブル）
- エルコスの祈り（ジョン）
- はだかの王様 （デニム）
- 人間になりたがった猫（アンサンブル）
- リトルマーメイド （アンサンブル・船長枠）
- アナと雪の女王（クリストフ）